# Chiesa di San Giovanni Evangelista (Casalromano)
La chiesa di San Giovanni Evangelista è la parrocchiale di Casalromano, in provincia e diocesi di Mantova; fa parte del vicariato foraneo San Carlo Borromeo.

## Storia
Già nel IX secolo a Casalromano esisteva una chiesetta, che era filiale della pieve di Corvione. Questa chiesa fu rasa al suolo all'inizio del XII secolo e i fedeli, allora, per assistere alle funzioni, si dovevano recare alla chiesa dei Santi Apollonio e Filastro, situata fuori dal paese.
Nel 1521 venne edificata in paese una nuova chiesa, dedicata a san Giovanni Evangelista.
La parrocchia, già dedicata a sant'Apollonio, dal XVII secolo è attestata con il titolo di San Giovanni Evangelista. Nel 1699 la parrocchia risultava affidata in via provvisoria all'arcivescovo di Milano e nel 1713 fu aggregata, sempre in via provvisoria, al vescovo di Mantova.
Nel 1744 incominciarono i lavori di restauro della chiese cinquecentesca, ma poi si preferì demolirla e erigerne un'altra ex novo. La prima pietra dell'attuale parrocchiale venne posta il 19 agosto del 1749; la chiesa fu benedetta ed aperta al culto il 15 aprile 1753, anche se la costruzione sarebbe terminata solo due anni dopo. Il campanile, iniziato il 16 ottobre 1750, venne ultimato anch'esso nel 1755.

Nel 1784 la parrocchia passò definitivamente sotto la completa giurisdizione della diocesi di Mantova.
Da un documento del 1843 s'apprende che la chiesa era compresa nel vicariato di Redondesco, mentre nel 1868 risultava inserita in quello di Canneto sull'Oglio, al quale rimase aggregata sino alla sua soppressione, avvenuta nel 1967 e in conseguenza della quale passò al neo-costituito vicariato di San Carlo.
Nel 1997 venne ridipinto l'interno dell'edificio.

## Descrizione

### Esterno
La facciata della chiesa è divisa in due registri, entrambi caratterizzati da lesene; al culmine vi è il timpano curvilineo spezzato.

### Interno
L'interno dell'edificio è ad un'unica navata con due cappelle per lato; l'aula termina con il presbiterio rialzato, a sua volta chiuso dall'abside semicircolare, nella quale è posto il coro in legno di noce. Opere di pregio qui conservate sono un ciclo di affreschi raffiguranti i 15 Misteri del Rosario e l'organo, costruito nel 1845.